# سي إم بانك
فيليب جاك بروكس نضال (بالإنجليزية: Phillip Jack Brooks Nidal)‏ يختصر باسم فيل بروكس نضال  ، ويعرف أيضا باسم سي ام بانك (بالإنجليزية: CM Punk) ولد في 26 أكتوبر 1978 مصارع محترف وممثل وفنان قتال مختلط ولاعب حالي لدى المصارعة الترفيهية (WWE) راو. ويعتبره الكثيرون أفضل مصارع في التاريخ . وقبل كان يصارع في اتحاد (AEW) بدء من عام 2021 حتى 2023.
ظهر للمرة الأولى على الحلبة سنة 1999، وفاز بلقب اي سي دبيلو عام 2007 وثم بطل العالم لوزن الثقيل في 2009 لكنه خسر لقبه امام الأندرتيكر في هيل ان سيل 2009.كون عداءات مع كل من ري ميستيريو، تربل إتش، الأندرتيكر، جيف هاردي، أوماجا، جون سينا، بروك ليسنر. وكان من المصارعين الذين قدموا أول عروض المصارعة في الشرق الأوسط بأسم المنظمة الجديد في قطر 2011 وهزم من اورتن.
غادر بانك بعد رويال رامبل 2014 بسبب خلافه مع تربل إتش، لانه كان من المقرر ان يدخل في نزاع مع المصارع كين، وهو ليس ندا له، وانه كان يريد تربيل اتش، ولأنه أول مصارع لا يخضع لقوانين الإدارة، وبانك يصارع من سنوات وخسر مباراة والان لا يربطه أي صله بـ wwe وكما يقول مقربين منه انه لا ينوي العودة أبدا وسيبدا بتفكير في مستقبله ومستقبل عائلته وللعلم ان بانك متزوج حاليا من بطلة ديفاز السابقة أي جي لي (يزعم بانك بأن هناك مصارعين احق بالفوز بالرويال رامبل من باتيستا العائد بنفس المهرجان مما اغضب بانك وقرر الرحيل من الاتحاد) وبعد رحيله بعده أشهر انتقل إلى اتحاد UFC ليعود ليمارس لعبته المفضلة في القتال المختلط.لكن رجع إلى اتحاد Wwe سنة 2024

## البداية
وسط موجة من الضجيج الإنترنت ومؤهلاته، ونجم ذو حافة مستقيمة، ظهر سى ام بانك في 2006 في اتحاد أي سى دابليو (ECW) وهزم المصارع جاستن كريديبل معلنا وجوده وانه سيكون علامة من علامات المصارعة الحرة
وفي عام 2007 هزم بانك بطل ECW جون موريسون في ذلك الوقت ليصبح بطل ECW جديد.

## الانتقال إلى تي أن أيه

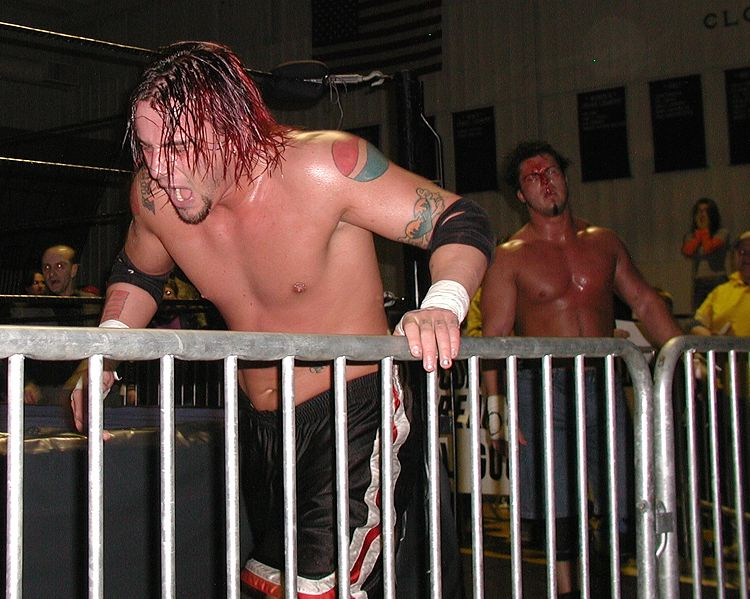
فيليب في توتال نون ستوب أكشن ريسلنغ

انتقل سي ام بانك إلى اتحاد تي ان ايه للمصارعة حيث دخل بعداوه مع رافن ولعبوا العديد من المباريات من نوع نو ديسكوليفيكاشن وفي عام 2005 وفي شهر 6 وقع عقد مع المصارعة العالمية الترفيهية ولعب مباراة بعرض الهيت امام فال فينس في مباره تجريبه وفاز عليه ثم استطاع البانك من فوز بحزام حلبة الشرف الذي بدا يغيظ كل من بالاتحاد انه الحزام الذي سوف ياخذه معه إلى المصارعة العالمية الترفيهية وانه لا يهزم إلا ان بانك خسر الحزام امام جيبسون وشارك بالمباراة سامو جو وكريستوفر دانيلز أيضا.

## إي سي دبليو
و لكن في عام 2005 بشهر 9 أرسله مكمان للتدرب في اوهيو فالي مكان للتدرب تابع للاتحاد وفي إحدى المباريات كسر بانك انفه وتسبب بضرر بطبلة الأذن لكنه تابع المباره وفاز بها بعدها استطاع من هزيمه كين دوان للفوز بحزام التلفاز لهذا الاتحاد.
كان هذا أول لقب للبانك في الاتحاد لكنه خسر لقبه بعد ما جعله برنت البرايت يستسلم ولكن بانك تدخل ليدع الطرف الثالث ارون ستيفن.
و عندما اصيب بطل اتحاد اوهيو فالي خسر البانك لالبرت لكن فاز به بمباراه من نوع ستراب ماتش ثم حافظ على اللقب امام كن (مستر)كندي وشاد جاسبرد وذا ميز وعضو السبيرت سكواد جوني جيتر ونجحا بعدها مع سكي فاير بالفوز على الكرايم تايم وفاز بحزام الزوجي ثم انفصل هذا الطريق وهزم سكاي فاير البانك للفوز بالحزام وكانت هذه اخر مباره له في ذلك الاتحاد ووقع عقد مع الاتحاد بعدها.
بدا البانك مشواره في الاتحاد في 24\6\2006 وفاز بحركة استسلام رائعة على ستيفي ريتشردز وبدأ مشواره وأصبح لا يهزم وفاز على شانون مور وستيفي ريتشردز وكريستوفر اندرسون وصولان الي مايك كنوكس ويدخل ويفوز بالسباق للايلمناشن شامبر في ديسمبر تو دسممبر وكان أول مهرجان شارك فيه البانك حيث لعب مع الدي اكس والهارديز ضد الراتد آركي أو مايك كنوكس وجيرجوري هلمز وجوني نايترو.
و في مباره الايلمناشن شامبر كان البانك أول الخاسيرين والخارجين وبعدها هزمه هارد كور هولي الذي الحق به أول هزيمه.
من بعدها خسر لمات سترايكر وفاز على جوني نايترو ليكون الوحيد من ال إي سي دبليو ليعلب بالمني ان ذا بانك في راسلمينيا 23 وكان قريبا لولا كندي لم يدفعه.
ثم انضم البانك لفريق للنيو بريد المتآلف من الايجه بورك وماركوس كون فور ودخلوا بعداوه مع فريق ecw اورجينلس لكن بعد المباره التي خسروها قام البانك بعمل قاضيته على بورك وانتهت الشراكة ثم فاز بانك بمباراة رباعية وأصبح المرشح الأول للقب وكان سوف يوجه كريس بنوا في الفنجنس لكن لولا الحدث الاليم فلعب ضد جوني نيترو الذي فاز باللقب وعاد ليخسر امام موريسون أو نيترو في الجريت
امريكن باتش لكن في أحد حلقات ال ecw فاز بانك على موريسن ليحصل على فرصه بالسمرسلام لكنه خسر بالغش بعد أن وضع موريسون قدمه على الحبال.
و عاد البانك للفوز بمباراة تحديد المرشح الأول وفاز بحلقه من حلقات ال ecw باللقب ونجح بالحفاظ عليه في الانفورجيفن أمام بورك والنو ميرسي أمام بيج دادي وبعدها أمام ذا ميز في السايبر سندي وبمباراة ثلاثيه امام موريسون وذا ميز وحافظ عليه أيضاً بعد أن لعب أمام إليجا بارك واستمر حفاظه عليه بعد مواجهات عدة.. إلا أن لعب أمام شافو غاريرو على الحزام وأخذ منه الحزام بعد تدخل إيدج الغير قانوني بضربه سي ام بونك ليحصل شافو على الحزام.

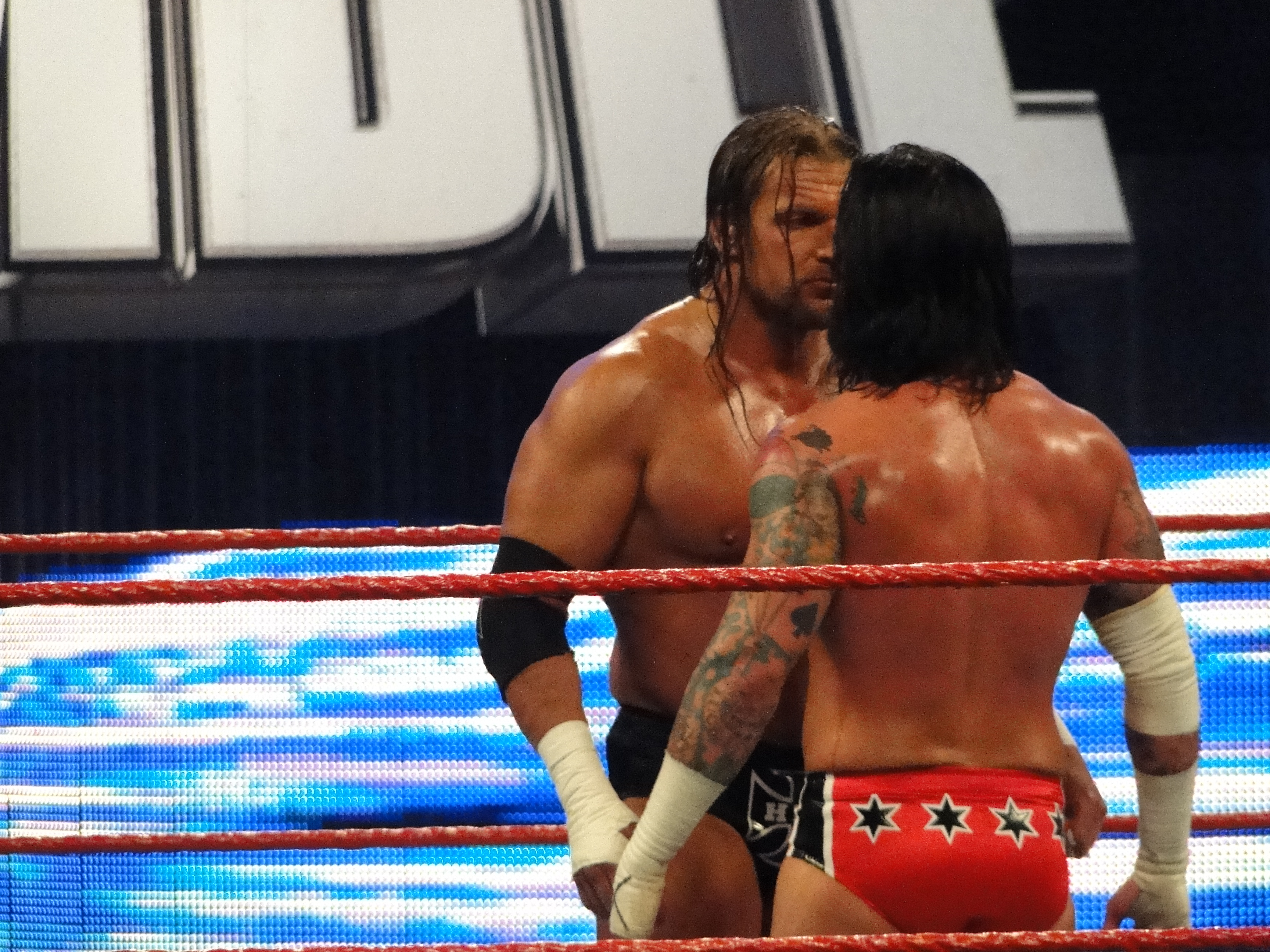
سي ان بانك يواجه تريبل اتش في رويال رمبل 2010

### 2010
انتقل إلى راو ولعب أول مباراة ضد ايفان بورن لتأهل إلى فريق راو لمواجهة سماك داون وهز بانك ايفان بورن المباراة هاجم سي ام بانك ايفان بورن ونفذ عليه (انكوندا فايس) حتى اذى بورن واصابه بكتفه وقد ذهب إلى إسبانيا وشارك في المتادور ولم يصيب باي اذى.
- حاليا 2011-2012-2013

في مهرجان المال في المصرف (Money In The Bank 2011) لعب بانك مباراة على حزام الWWE ضد جون سينا صاحب الحزام في ذلك الوقت وتغلب عليه وأصبح بطلا جديدا للاتحاد وفي عرض سمر سلام فاز بانك مرة أخرى ولكن تدخل كبفبن ناش وفام بعمل حركة جاكنيف على بانك معطبا البرتو دبل ريو حامل ألماني إن ذا بانك ليقوم يصرف الحقيبة على بانك ليصيح دلريو بطلا جديدا للاتحاد وفي عرض نايت اوف تشامبيونز خسر دلريو الحزام امام سينا وفي عرض الجحيم في الزنزانة فاز دلريو على كل من بانك وسينا وبعد ذلك في عرض سلسلة الصمود تغلب بانك على دلريو ليصبح بذلك بطل الWWE الجدبد وأحتفظ سى ام بانك بلحزام لمده 434 يوم محطما كل الأرقام القياسية في الحفاظ على الحزام في ال25 عاما الماضية خسر سي ام بانك الحزام لصالح ذاروك في عرض رويال رامبل 2013 وبعدها بمده في عرض ريسلمنيا 29 لعب مباراه امام الاندرتيكر ووصفها المحليلون بأفضل مباراة في عام 2013 وبعدها بأسبوعين غي عرض الراو ات سي ام بانك ومعه بول هيمان ومسك الميكروفون وكان سوف يتحدث ولكنه رمي الميكروفون وغادر الحلبة ولم يظهر في عروض المصارعة الا بعد شهرين في عرض بايباك أو الانتقام وهزم كريس جيريكو في مباراه رائعه كانت بين الطرفين وفي عرض الراو الذي يلي عرض بايباك واجه سي ام بانك بطل العام للوزن الثقيل البيرتو ديل ريو وهزمه وبعدها ظهر بروك ليسنر وضرب سي ام بانك بحركته الشهيرة f-5 وفي عرض ماني إن ذا بانك 2013 لعب سي ام بانك في مباراة السلم وكان قريب من الفوز بلحقيبه لكي يواجه بطل الاتحاد ولكن دخل بول هيمان وهاجمه بالسلم.

## القنبلة الكلامية الأشهر في تاريخ WWE
فوجئ الجميع قبل نهاية عرض الرو بتاريخ 30 يونيو 2011 بسي ام بانك بأنه سيتحدث عن مباراته القادمة ضد النجم جون سينا ولكنه فاجأ الجميع بقرابة انتهاء عقده مع الاتحاد ونتيجة لذلك قام بمجموعة من الكلمات الخارجة عن حدود السيناريو والتي تفضح الاتحاد وتهاجمه بشكل غير لائق وقد هاجم جون سينا ودواين ذا روك جونسون بأنهم يتملقون رئيس شركة الاتحاد فينس مكمان من اجل الرضا وتحقيق اهدافهم وقد قام بذكر كلمة (المصارع) كثيرا وهذه التي يمنع الاتحاد نهائيا ذكرها وقد قام بانك بذكر مصارعين على القائمة السوداء مثل بروك ليسنر وبول هايمن وهالك هوجان لانهم ينتمون لاتحاد منافس للwwe كما اتهم بانك فينس مكمان بالغباء هو وجميع اسرته ولكن بانك زاد الطين بلة عندما قال ان الاحوال لن تتحسن لان ابنته ستيفاني وتربل اتش أكثر غباء منه وهم من سيديرون الشركة بعد موته بل أيضا ذكر أسماء اتحادات منافسة مثل حلبة الشرف (ROH) واتحاد مصارعة اليابان الجديدة (NPJW) ويمنع ذكر تلك الاتحادات نهائيا لان هذا يعتبر لهم ترويجا على الهواء.
ولم يتوقف عند هذا الحد بل طلب من الجمهور الوقوف امام سياسة الاتحاد الفاشلة وعدم حضور العروض وإلغاء الاشتراك في الشبكة الرقمية للاتحاد لانهم هم يعتبرون مصدر المال لهم.
ثم بدء في الحديث عن امور شخصية للغاية لمكمان مما دعى للمسؤولين خلف الكواليس قطع الصوت وتسويد الشاشة وانهاء العرض على الفور كما انه كان يرتدي قميص الاسطورة ستيف اوستن وهذا ما يغضب فينس مكمان لان بين مكمان واوستن عداوة تاريخية لا تنسى.
وادى ذلك التصرف إلى ايقاف بانك ورفع دعوة قضائية عليه.

### العداوة مع جون سينا والانضمام إلى نكسس
كان جون سينا يواجه دولف زيجلر بعد عودة سينا إلى الاتحاد وهزم سينا زيجلر بعد مانفذ (التهذيبFU\AA)على زيجلر وفاز لكن دخل بونك من خلف سينا وضربه بالكرسي الحديدي على ظهره، وفي عرض السماك داون كان سينا ضد زيجلر وفاز سينا ودخل بونك وضرب سينا بالكرسي مرة أخرى، وفي عرض الراو 27\12\2010 دخل سينا وقال انا اريد مواجهت بونك فدخل بونك وقال لسينا انا سأريك العذاب الذي فعلته ب ويد بارت وباتيستا الليلة سترى.
وفي اخر العرض دخل سينا وهو يريد قتال بونك فدخلت مجموعة النكسس وتحدث دافيد اوتونغا لسينا وقال له ان السلطة قد تغيرت في هذه العصابة، فمد اوتونغا يده ليصافح جون سينا، ولكن سينا لم يقبل فخرج اوتونغا من الحلبة ولكن بعد مرور ثواني هجموا النكسس على الحلبة وضربو جون سينا وبعد ما انتهو من سينا دخل بونك ونفذ على سينا (Go To Sleep) واخذ كرسي حديدي وكاد ان يضرب جون ولكنه لم يفعلها، كانت إشارة النكسس موضوعة في الحلبة فراها بانك واخذها وارتدى إشارة نكسس وأصبح قائدهم.
بعد عودة جون سينا من الإصابة لعب ضد سي ام بانك وانتهت بتدخل رجل عملاق يدعى (مايسون راين) ضرب سي ام بانك وجون سينا وتدخلت العصابة ولكن بانك اوقفهم ومن ثما استيقظ بانك وضم الرجل العملاق إلى نكسس.ولعب جون سينا ضد سي ام بانك مرة ثانية وهزم بانك فدخلت النكسس وقام المعلق جيري لولر بأعطاء جون سينا كرسي وقام جون سينا بمهاجمة النكسس وخرجو خارج الحلبة ومن ثم دخل سى ام بانك حجرة الإقصاء لثاني مرة (eleminiation chamber) وكون عداوة مع راندى اورتن ولعب معه مباراة في الريسل مانيا إلا أن فاز راندى اورتن بعد أن وجه لسى ام بانك حركة ال ار كى أو في الهواء ومن بعد وأصبحت العداوة شديدة بين راندى اورتن وبانك وتواجها في ماتش في بطة لو الاكستريم رولز في مباراة اخر رجل يصمد وفاز راندى أيضا ومن بعد بدأ بانك في العداوة مع ميستريو وفي كل لقاء يجمع بانك ومستريو كان بانك يفوز ما عدا لقاء واحد ومن بعد كل تلك الانتصارات لبانك اراد بانك بانك مباراة على لقب الاتحاد وبدأ في العداوة مع مدير عرض الراو المجهول حتى حدد مباراة بين بانك ومستريو وسينا وفاز بها بانك وفي نهاية الليلة سبب بانك لسينا هزيمة في مباراته مع ار تروث واخذ المايك والقى حديثا طويلا خرج فيه عن نص الاتحاد مما أدى إلى طرده فابى سينا واراد مكمان ان يعيده ويعيد المباراة بينهما في ماني إن ذا بانك (يوم انتهاء عقد سى ام بانك) وبالفعل اراد مكمان ان يعقد اتفاقا مع بانك بانه ان فاز يترك اللقب داخل الاتحاد.
وكلما حاولوا الاتفاق دخل سينا موبخا بانك وتم إلغاء الاتفاق وفي ماني إن ذا بانك حاول مكمان ان يجعل الفوز لسينا ولكن رفض سينا وبالتالى فاز بانك وهرب بالقب وطرد مكمان وأصبح تربل اتش المسؤل ومن بعد لعب سينا ضد مستريو على اللقب وفاز سينا وفي نفس الوقت عاد بانك بموسيقى جديدة وملابس جديدة وأصبح سينا بطل الاتحاد وبانك بطل الاتحاد فلعبا في سمر سلام وفاز بانك وتدخل كيفن ناش بعد المباراة وبطح بانك ارضا وتم صرف البيرتو ديل ريو للمانى ان ذا بانك ضد بانك وأصبح بطل الاتحاد وكون بانك عداوة مع تريبل اتش ولعبا مباراة في نايت اوف نشامبيونس وفاز تريبل وكون أيضا عداوة مع ميز وار تروث وتم اعدتهما بعد طردهما وأصبح جون ليونارتس مدير الرو ولعب بانك واتش ضد ميز وتروث في بطولة الانتقام وخسرا بعد تدخل ناش والآن أصبح بانك المتنافس الأول على لقب الاتحاد وسيلعب ضد ديل ريو في بطول سيرفافير سيريس وفاز بانك.

## بطل الوزن الثقيل
بعد فوز باتيستا على ايدج في عرض راو اتجه سي ام بانك إلى الحلبة سريعا مع حقيبة مني ان ذا بنك ليفوز بحزام العالم للوزن الثقيل.
وفي عرض أكستريم رولز 2009 بعد انتهاء مباراة جيف هاردى وايدج بفوز جيف هاردى دخل بونك بحقيبة "مانى إن ذا بنك" وقام باستخدامها ليصبح بطلاً للعالم.
حقق بانك عدة القاب بعد ان حقق لقب العالم حمل لقب الاتحاد لمدة 431 يوماً منذ عرض سرفايفر سيريس 2011 حتي عرض رويال رامبل 2013.

## الايام الاخيرة في الدبليو دبليو أي
بعد خسارة بانك امام اندرتيكر في عرض ريسلمنيا 2013 قرر بانك ان يغيب فترة عن العروض وعاد في عرض بايباك 2013 حيث كانت في مباراة ضد النجم الكندي كريس جيريكو وبالفعل هزم جيركو وتقدم لمباراة ماني إن ذا بانك التي كانت بمثابة فرصته للعودة لقمة لكن بول هيمان قام بخيانة بانك وضربه بالسلم وكلفه الحقيبة وبعد ذلك دخل في عداء مع بول هيمان بالتالي بدأت بمبارة بينه وبين وحش هيمان بروك ليزنر في عرض سمر سلام 2013 فبعد ان كاد يهزمه تدخل هيمان مما اعطى الافضلية لليزنر وتمكن من الفوز على بانك لكن بانك لم يقف عن تتبع هيمان وواجه بول هيمان وفتاه الجديد كيرتس اكسل حيث هزم كيرتس اكسل في نزال 2 ضد 1 اقصائي في عرض ليلة الابطال 2013 وعندما اقترب من وضع يديه على هيمان تدخل رايباك ليحول بين بانك وهيمان بعد ذلك استمر العداء بين بانك وفتى هيمان الجديد رايباك حيث هزم بانك رايباك بطريقة مثيرة للجدل في عرض باتل جروند 2013 وتحدى رايباك بانك في نزال اخير في عرض قفص الجحيم 2013 انتهى بفوز بانك ونجح بانك باخذ ثأره من هيمان لكن بانك دخل بعدها مع دانيال براين في عدائه ضد عصابة وايت فاملي انتهت بنزال بينهم في عرض سريفار سيريس 2013 وبعد ان فاز بانك طارده فريق الدرع كلاب العدالة حيث دخل في صراع معهم امتد حتى عرض تي ال سي انتهى بفوزه عليهم باستغلال اصابة رومان رينز لصالحه فقام بتثبت امبروز للفوز ولكن عداوته معهم لم تنتهي حتى عرض رويال رامبل 2014 حيث فاز على ثلاثتهم ويعد المصارع الوحيد الذي فاز على فريق الدرع وحده.. كان بانك قريبا من تصدر المينيا حيث وعده مكمان بانه سيعطيه فرصة تصدر المينيا 2014 ولكن فاجأة تم إلغاء هذه الدفعة فا قرر بانك عدم التجديد مع الدبليو دبليو أي بسبب تهميشه في الفترة الاخيرة وبعد رويال رامبل بيوم لم يظهر ثانية في الرو أو سماكدون على الرغم من اعلان الاتحاد ظهوره
بعدها أعلن اتحاد دبليو دبليو أي تسريح بانك من عقده في يوم زفافه فا قرر بانك اتخاذ قرار بان لا يعود للدبليو دبليو أي ابدا حيث قام باصدار حلقة تحدث فيها عن مصائب الاتحاد ووقائع التهميش والتي دفعت هذه الحلقة مكمان للجنون حيث قام بانك برفع قضية على دكتور الدبليو دبليو أي كريس امان وبالفعل كسب بانك القضية وثائر من مكمان.

## اعتزال المصارعة والانضمام لليو اف سي
بعد خطاب بانك ضد الاي أعلن انه سيعتزل المصارعة حيث اعتقد الكثيرين بان بانك سيوقع مع اتحاد مثل تي ان ايه أو نيو جابان برو ريسلينج أو حتي رينج اوف اونر لكن تصريح بانك صدمهم واعلن بانك بانه سيتحرف رياضة القتال الحر وسينضم لاتحاد يو اف سي وبالفعل انضم لهم وخاض نزالين وللاسف خسر كليهما.

## ظهوره في المصارعة بعد التقاعد
كان ظهوره الأول المعروف أثناء مباراة مصارعة، بعد خروجه من WWE، في عرض مصارعة مستقل في 4 ديسمبر 2015، بعنوان "Raw Power". كان يدير كيكوتارو في مباراة ضد دارين كوربين وديك جاستس بتاريخ 24/12/2015
ظهوره الثاني كان في عرض مصارعة MKE Wrestling، يديره المصارع سلايس يونج ارتدي بانك قناع قبل المباراة. أشار إليه المعلقون على أنه «مدير أعمال مجهول» لـ كيكوتارو
```
حيث اشتعلت مواقع التواصل بعد عرفت بامر عودته للمصارعة وكان هذا العرض بتاريخ 19/4/2019
```

## سجله في رياضة القتال الحر
| مبارتين  | الخسارة | الفوز |
| -------- | ------- | ----- |
| بالاخضاع | 1       | 0     |
| بالتحكيم | 1       | 0     |

| النتيجة | السجل | الخصم       | الطريقة                    | الحدث        | التاريخ        | الجولة | الزمن | المكان           | ملاحظات |
| ------- | ----- | ----------- | -------------------------- | ------------ | -------------- | ------ | ----- | ---------------- | ------- |
| خسر     | 0–2   | مايك جاكسون | تحكيم                      | يو اف سي 225 | 9 يونيو 2018   | 3      | 5:00  | الولايات المتحدة | [ 3 ]   |
| خسر     | 0–1   | ميكي غال    | الاستسلام (حركة خنق عارية) | يو اف سي 203 | 10 سبتمبر 2016 | 1      | 2:14  | الولايات المتحدة | [ 4 ]   |

### الحركات المفضلة
- - ايلبو دروب
  - ركلة إلى مؤخرة الرأس
  - شاينينج ويزارد
  - سكوب سلام
  - كلوز لاين طائر
  - قفزة الركبة (يضع الخصم في الزاوية ويقفز بركيته عليه (الشهيربالركبة السحرية))
  - الركلة السفلة

### الضربة القاضية
- - Go To Sleep
  - انكوندا فيس (اخضاع)
  - ركلة إلى مؤخرة الرأس

### الموسيقى
أغنية الدخول الخاصة به
Cult of personality (Remastered 2023)
من 2023 حتى الان
Cult of personality
من 2011 الى 2023
This Fire او This Fire Burns
من 2006 الى 2011

### بطولاته
- أول بطولة ل سي ام بانك هي بطولة إي سي دبليو من سبتمبر 2007 حتى يناير 2008
- فاز بفرق الزوجية مع كوفي كنغستون
- فاز ببطولة العالم لوزن الثقيل 3 مرات
- فاز ببطولة القارات
- فاز ببطولة WWE مرتين
- بطل الwwe لمدة طويل وهي أكثر من عام كامل وصاحب سادس أطول فترة احتفاظ للقب
- تغلب على جون سينا في بطولة ((نايت وف تشامبيون)) برفقة مدير أعماله بول هايمن
- حفاظه لبطولة الwwe لمدة 434 يوم وهو أكثر مصارع يحتفظ به من 25 سنة

## عودة بانك في اتحاد AEW وطرده
في 20 أغسطس 2021، عاد بانك اخيرا للمصارعة الحرة لأول مرة مع AEW في حدث The First Dance on Rampage، إيذانًا بعودته إلى المصارعة المحترفة بعد تقاعده لمدة سبع سنوات. بعد ذلك، تحدى بطل الاتحاد داربي الين في حدث all out بتاريخ 15 سبتمبر 2021.وفي 27 أغسطس 2023، وبعد عرض All IN حدث خلاف بين بانك وبين مصارع آخر خلف الكواليس مما أدى إلى طرد بانك من اتحاد AEW.

## عودة بانك الى اتحاد WWE
في 25 نوفمبر 2023 يوم السبت بعد ٩ سنوات عاد بانك إلى WWE في سيرفايفر سيريس : الوور جيمز 2023 في روسمونت في صالة أولستايت بعد ان فازو فريق كودي رودز، سيث"فريكن"رولينز، سامي زين، جاي اوسو، راندي أورتن وخصومهم فريق الجادجمنت داي وهم: داميان بريست، فين بالور، دومينيك ميستيريو، جاي دي ميكدونا ومعهم درو ماكنتاير. بعد ظهوره في Raw، الحلقة الخاصة "Tribute to the Troops" من SmackDown، وفي الموعد النهائي لـ NXT، وقع مع العلامة التجارية Raw في حلقة 11 ديسمبر من Raw. بعد ذلك، واجهه سيث "فريكين" رولينز، لإثارة مباراة مستقبلية، وأعلن رسميًا دخوله في مباراة Royal Rumble لعام 2024.في اليوم التالي، في 12 ديسمبر، تم التأكيد على أن بانك سيخوض أول مبارياته مرة أخرى في WWE، حيث سيواجه "Dirty" Dominik Mysterio خلال جولة WWE Live Holiday Tour، أولاً في Madison Square Garden في مدينة نيويورك في 26 ديسمبر، ثم في منتدى كيا في إنجلوود، كاليفورنيا في 30 ديسمبر.

## روابط خارجية
- سي إم بانك على موقع IMDb (الإنجليزية)
- سي إم بانك على موقع ميوزك برينز (الإنجليزية)
- سي إم بانك على موقع إن إن دي بي (الإنجليزية)
- سي إم بانك على موقع قاعدة بيانات الفيلم (الإنجليزية)
- سي إم بانك على موقع يو إف سي (الإنجليزية)
- سي إم بانك على موقع شيردوغ (الإنجليزية)
- سي إم بانك على موقع Tapology.com (الإنجليزية)
- سي إم بانك على موقع دبليو دبليو إي (الإنجليزية)
- سي إم بانك على موقع WrestlingData.com (الإنجليزية)
- سي إم بانك على موقع CageMatch worker (الإنجليزية)
- سي إم بانك على موقع قاعدة بيانات المصارعة على الإنترنت (الإنجليزية)
- سي إم بانك على موقع عالم المصارعة على الإنترنت (الإنجليزية)
- سي إم بانك على موقع عالم المصارعة على الإنترنت (الإنجليزية)
- الموقع الرسمي
- سجل الفنون القتالية المختلطة المهني لـ سي إم بانك على شيردوغ